# Remember Me (jeu vidéo)
Pour les articles homonymes, voir Remember Me.
Remember Me (littéralement « Souvenez-vous de moi ») est un jeu vidéo d'action-aventure développé par Dontnod Entertainment et édité par Capcom en 2013 sur PlayStation 3, Xbox 360 et Windows.
L'histoire se déroule en 2084 dans un Paris futuriste nommé Néo-Paris, dans lequel la société Memorize permet aux citoyens de modifier leurs souvenirs et de se les échanger, créant une nouvelle forme de délinquance incarnée par les chasseurs de souvenirs. L'une d'entre eux, Nilin, se réveille incarcérée et amnésique ; avec l'aide d'un autre chasseur, Edge, elle part en quête de son passé volé.
Malgré son succès critique, le jeu fut un échec commercial.

## Synopsis
Néo-Paris, 2084. Nilin, ancienne « chasseuse de souvenirs » d'élite, est arrêtée par la police. Les agents, effrayés par ses capacités et ayant peur de ne pas pouvoir la contrôler, lui effacent la mémoire. Elle réussit à s'échapper et, avec l'aide d'un ancien ami nommé Edge, elle part à la recherche de son identité.

## Fiche technique
- Réalisation : Jean-Maxime Morris
- Scénario : Alain Damasio et Stéphane Beauverger
- Production : Nicolas Simon
- Programmeur : Jérome Banal
- Concepteur : Philippe Moreau et Marc Pestka
- Musique : Olivier Derivière (musique interprétée par le Philharmonia Orchestra)
- Directeurs artistiques : Aleksi Briclot et Michel Koch

## Doublage
- Jessica Monceau : Nilin
- Emmanuel Bonami : Edge
- Gabriel Bismuth-Bienaimé : Bad Request
- Marie Zidi : Olga
- Cyrille Monge
- Hugues Martel
- Martial Le Minoux : Charles Cartier-Wells

## Développement
Premier jeu développé par le studio parisien Dontnod, Remember Me est le fruit de longues discussions entre les cinq fondateurs de la société : Oskar Guilbert, Jean-Maxime Moris, Aleksi Briclot, ancien de chez Ubisoft, Hervé Bonin et l'écrivain Alain Damasio. Initialement nommé Adrift, le titre a connu un développement compliqué et est resté longtemps secret. Le projet a débuté en 2008 et devait être, à l'origine, une exclusivité PlayStation 3 ainsi qu'une production Sony. Cependant pour une raison inconnue, Sony a annulé le projet.
Les développeurs de chez Dontnod ont obtenu un accord avec l'entreprise japonaise Capcom, pour que celle-ci devienne le nouvel éditeur. Dontnod souhaite en faire une série.

## Suite
En mars 2015, le directeur créatif de Dontnod, Jean-Maxime Moris indiquait que le scénario d'une possible suite est déjà écrit, la décision de démarrer le développement est entre les mains de Capcom.